# 迪迪·布朗夏爾謀殺案
迪迪·布朗夏爾謀殺案是指2015年於美国密苏里州斯普林菲尔德發生的謀殺案，一名48歲女性迪迪·布朗夏爾（"Dee Dee" Blanchard）遭女兒吉普賽-羅斯·布朗夏爾及女兒男友尼古拉斯·戈德約翰（Nicholas Godejohn）合謀殺害。
謀殺案發生五天後，警方發現了迪迪的屍體，居民們稱曾在前一天看到吉普賽於Facebook發佈的貼文。幾個小時後，吉普賽和戈德約翰在戈德約翰的家鄉威斯康辛州大本德被捕，兩人都承認了謀殺罪。媒體透露，迪迪長年強迫吉普賽假裝患有嚴重的身體和精神殘疾，導致女兒接受不必要的醫療，並限制其行動以獲取經濟和社會利益。本案爆發後，專家提出迪迪應患有「代理型孟喬森症候群」。
2018年審判前不久，吉普賽向警方承認犯下二級謀殺罪，被判處十年徒刑。2018年11月，經過短暫審判後，襲擊迪迪的戈德約翰被判犯有一級謀殺罪。他被判處終身監禁，不得假釋。布蘭查德最終於2023年12月28日獲得假釋。

## 概述
2015年6月14日晚上，美國密蘇里州格林郡當地副警長發現迪迪·布朗夏爾（1967年5月3日生於路易斯安那州切克貝區）陳屍於自宅臥室。她面朝下倒在血泊中，背上有穿刺傷，推估為數天前已受害，同住的女兒則不見蹤影。迪迪曾對外宣稱女兒吉普賽·蘿絲·布朗夏爾（Gypsy Rose Blanchard）患有白血病、氣喘、肌肉萎縮症及數種慢性疾病，無法正常行走及吞嚥，需以輪椅代步、以鼻胃管進食；且因早產造成腦部損傷，只有七歲左右智能。
當晚稍早，布朗夏爾家的鄰居發現迪迪的臉書發布了兩則新動態，內容暗示她可能早已遇害。由於屋內遺留下輪椅及藥物，卻不見行動不便且疾病纏身的女兒，眾人擔心她可能已遭綁架，身陷險境。翌日，警方在威斯康辛州找到吉普賽·布朗夏爾，隨行的是她在網路上認識的男友尼可拉斯。民眾同情多重身心障礙的吉普賽，覺得她被男友哄騙。群情激憤的同時，警方卻發現吉普賽實際上是健康的成年人，並沒有她母親聲稱的多項生理及心智疾病。進一步的調查揭示：在當地及布朗夏爾母女居住過的紐奧良地區（因2005年卡崔納颶風而搬離），都曾有醫師在診察過後，否定吉普賽患有她母親聲稱的幾種疾病，且有一位醫師懷疑過其實是「代理型孟喬森症候群」（一種精神疾病，是指家長或照顧者誇大或編造症狀，甚至誘使受照顧者生病，以博取外界的注意力和同情）。
早年迪迪的親戚質疑過她對吉普賽的種種醫療處置，並懷疑迪迪曾毒害她的繼母，隨後迪迪便搬家並改名（原名「克勞汀」）。但仍有很多人相信了迪迪所言，給予母女許多幫助，包括著名慈善機構如「國際仁人家園」、「麥當勞叔叔之家」和「願望成真基金」。
據推測，迪迪應患有代理型孟喬森症候群，她瞞騙女兒，使她誤以為自己較實際年齡年幼，還患有多種慢性疾病和身心障礙；導致女兒經歷許多不必要的藥物和手術治療；還時不時以身體或精神虐待為手段，控制女兒的行動。孟喬森症候群專家馬克·費爾德曼研究此病已25年，他說這是他首次看到受虐子女殺死父母的案例。

## 背景

### 迪迪·布朗夏爾的早年生活和婚姻
迪迪·布朗夏爾原名克勞汀·皮特爾，1967年出生於路易斯安那州切克貝區。根據親友的回憶，童年時期她偶爾會順手牽羊，來報復別人不順她心意的行為；年輕時曾從事護佐工作。本案發生後，親友懷疑她可能在1997年餓死她的生母。
克勞汀24歲時，懷了17歲高中生羅德·布朗夏爾的孩子後結婚。因為迪迪喜歡吉普賽這個名字，而羅德是槍與玫瑰的歌迷，兩人便將女兒取名為吉普賽·蘿絲。女兒出生前，兩人就已於1991年7月離婚。多年後羅德說：他當時發現自己"為了錯誤的理由結婚"，所以不顧克勞汀的挽留而離開。克勞汀生產後，便帶著新生兒和自己的家人同住。

### 吉普賽·蘿絲的童年
克勞汀的姪子，鲍比·皮特爾回憶道：吉普賽出生時稍微早產，也許有影響到她的頭骨發育，此外並沒有其他健康問題。這期間，羅德仍參與照顧孩子，他說在吉普賽三個月大時，克勞汀認為女兒有睡眠呼吸中止症，開始反覆就醫，做了多次過夜睡眠監測及其他檢查，但都未檢查出睡眠呼吸中止的症狀。儘管如此，克勞汀仍相信女兒有許多健康問題，她將其歸因於一種不明的染色體疾病。
鮑比說吉普賽7、8歲左右時，有一次搭爺爺的摩托車時發生了小事故，導致膝蓋擦傷，她媽媽卻堅稱她有更嚴重的損傷，需要多次手術才能治療好。從此吉普賽便以輪椅代步，還曾和父母參加過殘障奧運的活動。但其實鮑比在這幾年間，曾看過她自力行走。2001年新奧爾良狂歡節的中部城市遊行中，吉普賽擔任遊行的名譽女王，當時她母親宣稱她只有8歲。吉普賽可能在小學二年級，甚至幼稚園之後，就沒有再上過學，因為她媽媽說她的病非常嚴重，只能在家教育。吉普賽靠著哈利波特系列小說，自行學會閱讀。
當吉普賽的爸爸羅德再婚，克勞汀就搬去和自己的父親和繼母同住。繼母稍後聲稱：克勞汀曾在她的餐點中加入除草劑，導致這段期間繼母有許多慢性病痛。同時克勞汀也多次因輕罪被逮捕，所犯的罪包括開立空頭支票。當皮特爾家人開始質疑克勞汀不當對待吉普賽，也質疑她對繼母下毒，克勞汀便帶著女兒搬到斯萊德爾。她的家人有數年不知道她的去向，而繼母不久後也恢復健康。
母女兩人住在斯萊德爾的公營住宅，生活費用來自因吉普賽的健康問題而獲得的社福補助，和羅德支付的贍養費。她們花了很多時間在看許多不同的專科醫師，主要出入於杜蘭大學醫療中心和新奧爾良兒童醫院，求治克勞汀口中吉普賽的視力、聽力、及其他醫療問題。雖然肌肉切片檢查結果最終證實：吉普賽未患有所謂的肌肉萎縮症，但克勞汀仍捏造其他的病症，促使女兒接受不必要的治療。她告訴醫生：吉普賽每幾個月就會有一次痙攣發作，所以醫生開立了抗癲癇藥物。吉普賽也接受了數次手術，克勞汀還常因小毛病帶女兒到急診求醫。
2005年颶風卡特里娜肆虐，母女居住的公寓嚴重損壞，兩人搬到為特殊需求者設立的避難處。克勞汀宣稱吉普賽的醫療紀錄和出生證明都毀於水災，在避難所服務的醫師珍娜·喬登很同情她們的處境，建議母女搬到她平時執業的密蘇里州，一個月後母女便搬遷。

### 搬到密蘇里州
剛搬到密蘇里州，母女在西南部的奧羅拉租屋而居。期間吉普賽獲選為Oley基金會的2007年年度兒童，該基金會致力於提升管灌病人的權利。國際仁人家園提供一棟附有輪椅斜坡和熱水浴缸的房屋，母女便在2008年搬遷到春田市北邊。由於媒體報導了單親媽媽帶著重度殘障的女兒，逃離卡崔納颱風的故事，當地社群經常善意幫助母女倆，此時克勞蒂已改名，以迪迪·布朗夏爾為人所知。
來自社會的支持，包括大量的慈善捐款。過去在路易斯安那州，母女只有在就醫時，偶爾能利用麥當勞叔叔之家的服務；搬到密蘇里州時，她們收到許多好處，包括：前往堪薩斯城就醫時的免費機票，迪士尼世界的免費招待，願望成真基金會安排取得米蘭達·藍珀特演唱會的後台通行證，當然還有國際仁人家園提供的免費住家。
羅德·布朗夏爾此時仍持續支付每個月1200美元的贍養費，也不時送吉普賽額外的禮物，有時也和女兒通電話。（吉普賽18歲生日那天，迪迪特別交代羅德不要在電話中提及女兒的年紀，因為「她以為自己只有14歲」。）羅德和他的第二任妻子一直希望能到春田市拜訪母女倆，但總被迪迪以各種理由塘塞，難以成行。另一方面，迪迪總是告訴她的鄰居：吉普賽的生父有毒癮和酒癮，從未面對女兒的病況，也從未提供金錢援助。
見過吉普賽本人後，許多人都會很喜歡她。150公分的嬌小身材、幾乎無牙的嘴巴、巨大的眼鏡和高亢的小孩聲線，加強了她母親所塑造的體弱多病形象。她經常戴著假髮或帽子遮掩光頭，但其實是迪迪定時幫她剃頭，以模仿化療中病人的模樣。出門時，迪迪總是帶著氧氣筒和餵食管；直到吉普賽20多歲時，迪迪都還是用兒童營養補充品小安素為女兒灌食。
迪迪也以身體虐待來控制女兒。每次母女倆和其他人見面時，迪迪總是牽著女兒的手，吉普賽回憶道：當她的言行可能透露出她不是真的有病時，迪迪就會用力握她的手。當兩人獨處時，迪迪則會用手掌或衣架打她。吉普賽繼續接受各種無謂醫療。迪迪要求醫生處理女兒流口水的問題，先是接受肉毒桿菌素注射，以抑制唾液腺分泌，後來還以手術摘除唾液腺。吉普賽事後說：迪迪會在醫師診療之前，用局部麻醉劑塗抹女兒的牙齦，製造過度流口水的現象。迪迪也偽稱女兒有無數次的反覆中耳感染，導致她接受了通氣管植入手術。

### 來自醫生的質疑
小兒神經專科醫師貝爾納多·弗雷斯特斯坦檢查過吉普賽本人後，懷疑她並沒有肌肉萎縮症，他安排了核磁共振成像和血液檢查，也顯示並無異常。迪迪帶女兒回診時，弗雷斯特斯坦醫師也見到吉普賽能自行站立，便對母親說：「我看不出她有甚麼理由不能走路。」
弗雷斯特斯坦醫師發現迪迪提供的醫療紀錄不完整，便聯絡了曾在新奧爾良診察過吉普賽的醫師，才知道當時醫師已告知迪迪：肌肉切片報告並無異常，之後迪迪就沒再帶女兒去看過他的門診。由於迪迪不只堅稱女兒曾被診斷出肌肉萎縮症，還謊稱醫療紀錄已毀於水災。弗雷斯特斯坦醫師因此考慮可能是「代理型孟喬森症候群」。迪迪設法看到了弗雷斯特斯坦醫師記載的病歷，隨後也就未去複診。
弗雷斯特斯坦醫師並未通報社工，他辯解道：其他醫師曾叮嚀他要謹慎對待這對母女，而且他覺得有關當局不會相信他的說法。不過警方的確在2009年接到一通匿名電話，舉報迪迪和女兒同時使用數個不同的姓名身分及出生日期，而且吉普賽的健康狀況並沒有迪迪所說的那麼糟。警員上門查證時，接受了迪迪的解釋：假身分是為了迴避施暴的前夫，對此警員並未向羅德求證，也認為吉普賽看起來的確有心智障礙，便就此結案。

### 吉普赛的獨立
雖然吉普賽身邊的熟人都以為她還只是青少年，但事實上，2010年左右她已經成年，也開始挑戰母親設下的種種限制。某位鄰居想起：2009或2010年的某天晚上，吉普賽敲了他家的門，她並未坐輪椅，還要求鄰居載她到當地的一間醫院，她想去探視一名受傷男子。因為這名男子和吉普賽有曖昧情愫，當地熱心民眾認為他想占心智障礙者的便宜，幾人將他痛打了一頓。在醫院裡，吉普賽出示了記載有她正確出生年份的出生證明，聲明她已成年，但迪迪趕到醫院，聲稱這份出生證明是卡崔娜颶風後補發的，內容並不正確，並拿出所謂的"正確"版本。最後吉普賽向在場眾人道歉，結束這場風波。
2001年起，吉普賽經常參加科幻大會，因為即使她坐著輪椅，在這類場合也不會特別顯眼，有時她還會扮裝出席。她在科幻大會上結識了一名男子，並靠網路保持聯絡，2011年有一次大會期間，男子邀吉普賽到她的旅館房間。隨後迪迪趕到旅館，出示不實的出生證明，主張吉普賽還未成年，並威脅要報警。 吉普賽說：事後迪迪用鐵槌砸爛了她的電腦，恐嚇她若再逃跑，也要砸爛她的手指；之後還把吉普賽綁在床上兩週。迪迪告訴吉普賽她已通報警局，指稱吉普賽並無行為能力，使得女兒認為：如果向警方求助，警方也不會相信她本人的說詞。
吉普賽仍在媽媽上床睡覺後偷偷上網，在2012年左右，她在網路上結識了尼可拉斯·加德強，他住在威斯康星州，和吉普賽年紀差不多。（吉普賽聲稱他們是在單身基督徒聯誼的群組中認識的，兩人在2012年設立了一個結合兩人名字的臉書帳號，顯示當時已在交往中。）加德強本身也有一些問題，他有妨礙風化的前科，也被診斷出解離性身份疾患或自閉症。
阿莉·伍德曼斯是吉普賽的鄰居，她不知道吉普賽其實和她年紀相近，兩人來往時阿莉都以「大姊姊」自居。2014年時，吉普賽告訴23歲的阿莉：她想和男友加德強私奔，還說他們已經想好未來小孩的名字了。吉普賽有5個臉書帳號，經常和加德強在網路上談情說愛，內容有時涉及BDSM（吉普賽後來說那是出自男方的喜好）。阿莉試圖將她拉出這段關係，她認為吉普賽遇上了網路色狼，所謂的未來計畫都是「不可能實現的幻夢」。雖然迪迪砸了吉普賽的電腦和手機，避免她使用網路對外聯繫，阿莉留存了她和吉普賽之間的對話紀錄，直到2014年，兩人仍持續在網路上來往。
隔年，吉普賽幫男友付旅費，讓他到春田市和母女見面。依照兩人的計畫，迪迪和女兒在電影院裡遇到加德強，小倆口見面時假裝原本互不相識，一見如故，希望能博取迪迪的認同。這也的確是兩人首次在現實中見面，據男方所述，當天吉普賽拉他到廁所進行性行為。然而，加德強不如吉普賽想像中體面迷人，可以讓她媽媽看上眼，迪迪只覺得他是個「詭異」的人。兩人在網路上繼續來往，並開始計畫謀殺迪迪。

## 謀殺案
2015年6月，加德強重返春田市，當時母女正出門去看醫生時。返家後，等迪迪熟睡，吉普賽便通知男友。加德強上門後，她讓男友進門，並遞給他作案工具：手套，膠帶和刀子。 吉普賽說她當時以為加德強辦不到。加德強要吉普賽躲在浴室裡並摀住耳朵，以免聽到母親的死亡現場。他在迪迪睡夢中捅了她好幾下，隨後小倆口到吉普賽的臥室做愛。兩人逃走時拿了家中大約4000元的現金，大部分來自於父親羅德支付的贍養費。兩人在春田市外的汽車旅館計畫下一步，可能待了好幾天，期間當地數間商店的監視攝影機都有拍到他們。吉普賽當時以為兩人能擺脫罪行，逃之夭夭。
他們把作案兇器郵寄到加德強在威斯康星州的住家，以免被抓到時從兩人身上搜出兇器。兩人走去搭灰狗巴士的路上，被好幾個人看到，目擊者說吉普賽戴著金色假髮，且能自己行走，不需要攙扶或輪椅。
6月14日下午，吉普賽催促加德強用手機登入迪迪的臉書發文，希望能有人因此發現迪迪的屍體。第一則留言只是簡單的「那婊子死了!」，17分鐘後的第二則留言則是粗魯的聲明，張揚自己殺了迪迪還強暴了吉普賽。吉普賽受訪時表示：她怕母親的屍體遲遲未被人發現，所以留下惡毒的留言，希望有人通報警方。

## 調查和逮捕
看到第一則留言的朋友，以為迪迪的帳號被駭，或只是對某部電影發表意見。第二則留言則讓他們開始緊張，擔心是否有壞事發生，由於電話無人接聽，陸續有人到布朗夏爾家查看。迪迪母女以前常常沒知會大家就出遠門，通常是去看醫生，但朋友們看到迪迪的車還停在家門前，可見並非如此。房屋窗戶貼有遮光貼紙，無法看清屋內狀況，也無人應門，朋友們便打電話報案。警方在等待搜索令時，准許一位熱心民眾爬窗探看，他看到吉普賽的輪椅都還在屋內，屋內沒有明顯異常。
搜索令核發後，警方入內探查，馬上就找到迪迪的屍體。熱心人士立刻在集資平台GoFundMe上募款籌備迪迪的葬禮，也擔心吉普賽的安危，認為就算她未被殺害，但身邊沒有輪椅、氧氣、餵食管和各種藥物，也很難存活。阿莉·伍德曼斯也在布朗夏爾家門前的人群裡，她告訴警方：她知道吉普賽有祕密的網路男友，她把以前留存的通訊紀錄交給警方，其中出現了加德強的名字。警方要求臉書提供迪迪的帳號所使用的IP位址，發現地點在威斯康星州。第二天當地警方突擊了加德強家，兩人出面投降後被拘留，並遭指控謀殺和武裝重罪。
得知吉普賽生還的消息，布朗夏爾家的鄰居和朋友十分高興。她和加德強很快被引渡回春田市，並被裁定100萬美元的交保金。格林郡警長吉姆·阿諾特宣布消息時，也警告：「事情不如表面上簡單。」當地媒體不久後就揭露布朗夏爾家的真相：吉普賽根本沒病，她一直能自己走路，只是因為迪迪以體罰威脅，她才持續裝病。阿諾德警長呼籲民眾不要貿然捐助，先靜待調查結果。

## 審判
迪迪虐待女兒的實情曝光後，民眾轉而同情長期受虐的吉普賽。由於一級謀殺在密蘇里州可求處死刑或無期徒刑，郡檢察官丹·帕特森曾表示他不會以一級謀殺起訴兩人，他形容此案「非比尋常」。吉普賽的律師取得她在路易斯安納州的醫療紀錄後，提出二級謀殺的認罪協商。律師告訴媒體：吉普賽原本嚴重營養不良，所以入獄後體重反而增加了14磅（6.4公斤）。2015年6月，吉普賽接受認罪協商，遭判處10年徒刑。
由於加德強率先提議謀殺迪迪，也是實際下手的人，檢察官最後還是對他求處更重的刑罰，吉普賽的認罪協商並未要求她出庭指證加德強。2017年1月，檢察官要求安排第二次精神鑑定，因而推遲了審判。加德強的律師主張：他的智商只有82，且患有泛自閉症障礙，應減輕其行為責任。加德強原本放棄接受陪審團審判的權利，但又在6月間改變主意。
2017年12月，法官宣布審判將在2018年11月舉行。開場陳述中，檢察官主張加德強在犯案前已謀劃超過一年，律師則指出加德強患有自閉症，只是順著心愛女友的要求才犯案。第二天，檢察官出示案發前一週的簡訊，有許多角色扮演和露骨情色內容，其中提及的角色甚至包括那把兇刀；加德強還詳細問了迪迪的房間格局和睡眠習慣。且警方偵訊時，他也已承認犯案。
吉普賽在第三天出庭作證，她承認的確曾建議加德強殺了她母親，以結束長年的虐待，但她也考慮懷上加德強的孩子，以說服母親接受她的男友。雖然她給了加德強那把兇刀，但她也曾在沃爾瑪摸走嬰兒衣服，好為懷孕做準備。吉普賽說加德強從未表達他對懷孕計劃的想法。
經過四天開庭，該案送交陪審團，經過兩小時的審議，裁定尼可拉斯·加德強一級謀殺罪成立，將在2019年2月宣判。

## 後續反應

### 當地社群
平時關照這對母女的鄰居和朋友們，都在反覆思索為何會被欺騙。阿莉·伍德曼斯回憶：當她聽說吉普賽根本沒有病時，難以置信地哭了出來。阿莉的母親則說大家都接受迪迪的說詞，從未要求她提出證明，不知道迪迪母女倆私底下會不會嘲笑鄰居們的天真愚蠢？恰巧和母女倆同姓的金·布朗夏爾，案發時曾熱心報案，她說「我到底相信了甚麼？我怎麼會這麼笨？」發現屍體後的第二晚，在春田市中心有60人參加了燭光守夜活動。
「春田市...市民們樂於付出，我們很有愛心，會資助我們認為有需要的人。」阿諾特警長在記者會上說：「但有時我們會被欺騙，我認為這一回就是這樣的情況。」目前只有一個慈善組織願意回應本案，很難知道迪迪是否總是能輕易騙過各機構。國際仁人家園的發言人說：「我們對此深感悲痛。」

### 親人
住在路易斯安那州的迪迪親戚們毫不惋惜她的死亡，覺得她罪有應得。沒有人願意支付迪迪的葬禮和火化費用，迪迪的骨灰最後被她父親和繼母沖入馬桶。吉普賽的爸爸，羅德·布朗夏爾的態度比較和緩，他說：「迪迪的問題是她編了一張謊言織成的網，最後就逃不出去了」。羅德還說當他第一次看到吉普賽自己走路的畫面時，感到非常高興。

### 吉普赛
吉普賽隨後被密蘇里州奇利科西監獄服刑，她在完成認罪協商後，才首次接受媒體訪問。她告訴BuzzFeed記者米雪兒·狄恩：她在監獄裡用電腦搜尋過代理型孟喬森症候群，發現他母親幾乎符合每一個症狀。吉普賽說：「對一個真的有病的孩子來說，她會是完美的媽媽。」即使她知道能夠自己走路，能夠吃固體食物，但媽媽還是說服她，讓她相信自己有癌症，要定時把頭髮剃掉。儘管接受媽媽的說法，吉普賽還是希望能有醫生看穿謊言，但一直沒有，她很失望。
當記者問她從什麼時候開始想逃跑，吉普賽憶起2011年科技大會的事件，她說從那時起開始起疑：「為什麼我不能像同齡人一樣交朋友？」談到謀殺案，她承認自己犯了罪，如今正在承受其後果。不過她在監獄中卻感到比以前自由，她也希望以後能幫助相同狀況的受虐者。
和吉普賽接觸的紀錄片導演、記者、以及其他家人，都覺得她也常展現出病態的操縱行為，想掌控他人，這大概是來自於她唯一的行為範本——她媽媽。孟喬森症候群專家馬克·費爾德曼看過紀錄片後說：「她的心理相當不健全，必須盡可能提供她家人的支持與依託。」也提醒需注意創傷後壓力症候群對吉普賽未來發展的影響。專家也指出：代理型孟喬森症候群的受害者，往往不再信任醫療，會迴避醫師和醫療機構。
吉普賽在服刑期間透過結交筆友認識凱恩·烏爾克（Ken Urker）並一度訂婚，雙方結束關係後，2022年6月27日，吉普賽與路易斯安那州的教師瑞安·斯科特·安德森（Ryan Scott Anderson）結婚2024年3月，兩人在吉普賽出獄三個月後分居，吉普賽後續在2024年4月30日「TMZ」的報導透露她和前未婚夫凱恩·烏爾克復合，2024年7月9日吉普賽宣布和凱恩懷有兩者的頭胎 。2024年12月9日，《滾石》雜誌報導揭示吉普賽曾在接受雜誌訪問期間提及與瑞安·斯科特·安德森的婚姻使她「失去了部分的自我」，和瑞安的婚姻亦以離婚收場。吉普賽和凱恩的長女於2024年12月28日誕生。
2023年9月29日，密蘇裡州懲教署確認吉普賽可獲假釋，根據州法律，她在服完85%的刑期後於2023年12月28日獲釋。

### 醫界
弗雷斯特斯坦醫師在2015年聽說了這起案件，他說：「可憐的吉普賽，這麼多年來無謂的受苦。」他告訴記者，他希望當年能為她多做一點努力。弗雷斯特斯坦醫師表示，吉普賽是他所遇到的第二個可能受代理性孟喬森症候群影響的案例。
孟喬森症候群專家費爾德曼則覺得"Mommy Dead and Dearest"紀錄片中，過度塑造弗雷斯特斯坦醫師的英雄形象，認為：「他對醫師的職責不夠清楚，其中包括通報疏忽或虐待的法律責任。」一旦發現有代理性孟喬森症候群的可能，就應該通報，費爾德曼說：「要是許多醫生都把疑問藏在心中，不提出來，就繼續治療或是轉診這樣的病人，萬一如此，問題會越滾越大。」
雖然迪迪已死，無法對她適切評估下診斷，但在吉普賽接受認罪協商後，費爾德曼告訴當地媒體：「吉普賽被當幼兒對待，被迫遠離她的同儕，對迪迪而言，吉普賽不過是她用來向外界予取予求的工具。」費爾德曼認為迪迪應患有代理性孟喬森症候群。費爾德曼研究此病已25年，他說這是他首次看到受虐子女殺死父母的案例。

## 對流行文化的影響
2017年HBO發佈紀錄片"Mommy Dead and Dearest"，並有多個電視頻道為此案製作新聞節目。
2018年，Hulu宣布制作一部改编自迪迪·布朗夏爾案的網絡劇集《惡行》，于2019年3月20日首播。
2022年，香港無綫電視劇集《金宵大廈2》單元二《雙魚》故事靈感乃取材自本案。
2024年1月5日，即吉普賽出獄大約一周後，Lifetime發布了一部六集紀錄片系列，名為《吉普賽-羅斯·布朗夏爾的監獄自白》。

### 註解
1. ↑  吉普賽-羅斯聲稱戈德約翰在襲擊後強姦了她.[2][3]

### 來源
1. ↑  . 2024-01-02  [2023-12-28]. （原始内容存档于January 12, 2024） （英语）.
2. ↑  . Peoplemag.   [2024-09-02]. （原始内容存档于2024-01-11） （英语）.
3. ↑  Shafer, Ellise. . Variety. 2024-01-08  [2024-09-02]. （原始内容存档于2024-01-10）.
4. ↑  . 2023-12-28  [2023-12-28]. （原始内容存档于December 28, 2023） （英国英语）.
5. 1 2 3  Barcella, Laura. . 滾石 (New York City: Wenner Media LLC). May 15, 2017  [January 21, 2023]. （原始内容存档于January 21, 2023）.
6. ↑  . Peoplemag.   [2024-09-02]. （原始内容存档于2024-01-12） （英语）.
7. ↑  Dean, Michelle. . BuzzFeed News. 2016-08-19  [2024-09-02]. （原始内容存档于2024-01-03） （英语）.
8. ↑  Keegan, Harrison. . Springfield News-Leader.   [2024-09-02]. （原始内容存档于2021-01-28） （美国英语）.
9. ↑  Collingwood, Ryan. . Springfield News-Leader.   [2024-09-02]. （原始内容存档于2023-09-29） （美国英语）.
10. ↑  Keegan, Harrison. . Springfield News-Leader（英语：Springfield News-Leader）. 2016-07-06  [2017-06-02]. （原始内容存档于2020-08-13）.
11. 1 2 3  Jung, Helin. . 柯夢波丹. 2017-05-16  [2017-05-28]. （原始内容存档于2021-02-25）.
12. 1 2 3  Diaz, Joseph; Smith, Jenner; Valiente, Alexa. . ABC新聞. 2018-01-04  [2018-01-25]. （原始内容存档于2021-04-10）.
13. 1 2 3 4 5 6 7 8 9 10 11  Dean, Michelle. . BuzzFeed. 2016-08-18  [2017-05-28]. （原始内容存档于2018-01-09）.
14. ↑  Keegan, Harrison. . Springfield News-Leader（英语：Springfield News-Leader）. 2017-05-10  [2017-06-02]. （原始内容存档于2021-02-26）.
15. 1 2 3  Keegan, Harrison. . Springfield News-Leader（英语：Springfield News-Leader）. 2015-06-16  [2017-06-03]. （原始内容存档于2021-01-21）.
16. ↑  Bologna, Giacomo. . Springfield News-Leader（英语：Springfield News-Leader）. 2017-06-15  [2017-08-04]. （原始内容存档于2021-11-10）.
17. ↑  Keegan, Giacomo; Bologna. . Springfield News-Leader（英语：Springfield News-Leader）. 2018-11-14  [2018-11-16]. （原始内容存档于2020-11-28）.
18. ↑  Bologna, Giacomo. . Springfield News-Leader（英语：Springfield News-Leader）. 2018-11-15  [2018-11-16]. （原始内容存档于2021-01-17）.
19. ↑  Catherine Townsend. . Investigation Discovery. Discovery Communications, L.L.C. 2018-11-16  [2018-12-03]. （原始内容存档于2020-09-21）.
20. ↑  Keegan, Harrison. . Springfield News-Leader（英语：Springfield News-Leader）. 2018-11-16  [2018-11-17]. （原始内容存档于2021-01-28）.
21. ↑  . Cosmopolitan. July 11, 2019  [January 2, 2024]. （原始内容存档于January 2, 2024）.
22. ↑  . Entertainment Tonight.   [2024-09-02]. （原始内容存档于2022-08-06） （美国英语）.
23. ↑  Evans, Jakob. . 2022-07-28  [2024-09-02]. （原始内容存档于2022-07-28） （英语）.
24. ↑  . TMZ. April 30, 2024  [June 3, 2024] （英语）.
25. ↑  Yu, Yi-Ji. . ABCNews.com. July 9, 2024  [July 9, 2024].
26. ↑  . E! Online. 2023-09-29  [2024-09-02]. （原始内容存档于2023-10-30）.
27. ↑  Lowry, Brian. . CNN. March 20, 2019  [2019-03-23]. （原始内容存档于2020-11-03）.
28. ↑  . 香港經濟日報. 2022-04-07  [2022-04-07]. （原始内容存档于2022-06-08）.
29. ↑  . Lifetime.   [2024-09-02]. （原始内容存档于2024-01-06） （英语）.

## 外部連結
- . Yumpu.   [2024-02-06]. （原始内容存档于2024-07-03） （英语）.
- . ABC新聞. 2018-01-06. （原始内容存档于2021-11-18）.
- . ABC新聞. 2018-01-06. （原始内容存档于2021-11-18）.
- . ABC新聞. 2019-03-13. （原始内容存档于2021-11-18）.
- . ABC新聞. 2019-03-13. （原始内容存档于2021-11-18）.
- . IMDb.com, Inc.   [December 4, 2018]. （原始内容存档于March 8, 2021）.